# Lucas Pérez
Lucas Pérez Martínez, född 10 september 1988 i A Coruña i Spanien, är en spansk fotbollsspelare som spelar för PSV Eindhoven.

## Karriär
Den 9 augusti 2018 värvades Pérez av West Ham United, där han skrev på ett treårskontrakt. Den 3 juni 2019 värvades Pérez av Alavés, där han skrev på ett treårskontrakt. Den 18 augusti 2021 kom Pérez överens med Alavés om att lämna klubben.
Den 31 augusti 2021 värvades Pérez av Elche, där han skrev på ett ettårskontrakt.
Den 23 februari 2025 skrev Pérez på ett kontrakt över resten av säsongen 2024/2024 med nederländska PSV Eindhoven.